# Deanonymisierung
Deanonymisierung (auch De-Anonymisierung und Re-Identifikation) ist die gezielte Aufhebung vorher durchgeführter Anonymisierung von Daten. Meist geht es dabei um die Zuordnung anonymisierter Personen- oder Unternehmensdaten. Dabei wird durch die Kombination von verfügbaren Daten ermittelt, dass diese nur noch oder mit einer großen Wahrscheinlichkeit auf eine Einheit zutreffen. Deanonymisierende Personen oder Organisationen nennt man auch Datenangreifer.

## Gesellschaftliche Bedeutung
Im Zuge der Neuen Sozialen Bewegungen wurden die Volkszählungen in den Jahren 1983 und 1987 auch wegen des Risikos der Deanonymisierung kritisiert (vgl. Volkszählungsurteil).
Ein neueres Problem stellt die Deanonymisierung in Sozialen Netzwerken im Internet dar. Dabei ist die Rede vom Gläsernen Menschen.
Ebenfalls bei der Forschung mit genetischen Daten sind Deanonymisierungen möglich.
Neue Forschungsarbeiten konnten zudem zeigen, dass eine Deanonymisierung auch bei Gerichtsurteilen möglich ist.